# Eaucourt-sur-Somme
Eaucourt-sur-Somme település Franciaországban, Somme megyében. Lakosainak száma 363 fő (2022. január 1.). Eaucourt-sur-Somme Bellancourt, Bray-lès-Mareuil, Épagne-Épagnette, Érondelle, Mareuil-Caubert és Pont-Remy községekkel határos.

## Népesség
A település népességének változása:
| Lakosok száma | 415  | 423  | 429  | 424  | 408  | 392  | 376  | 370  | 363  |
|               | 2013 | 2015 | 2016 | 2017 | 2018 | 2019 | 2020 | 2021 | 2022 |